# Ksar Taâkit
Ksar Taâkit (en arabe : قصر تاعكيت) est un village fortifié dans la province de Midelt, région de Draa-Tafilalet au Maroc .